# Благоје Паровић
Благоје Паровић (Биоград, код Невесиња, 25. март 1903 — Виљануева де ла Кањада, 6. јул 1937), познат и под својим шифрованим именом Шмит, био је комунистички револуционар, члан Политбироа ЦК КПЈ и учесник Шпанског грађанског рата.

## Биографија
Рођен је 25. марта 1903. године у селу Биограду, код Невесиња. Потиче из сиромашне сељачке породице. За време Првог светског рата, остао је без оба родитеља. Обућарски занат је изучио у Винковцима.
Од 1921. године учествује у радничком покрету, а члан Комунистичке партије Југославије (КПЈ) је од 1923. године. Године 1924. и 1925. је био хапшен због револуционарне делатности. Од 1926. до 1928. године радио је у загребачкој партијској организацији заједно са Јосипом Брозом Титом. У Загребу је Благоје упознао, а потом и оженио Анку Буторац. После завођења Шестојануарске диктатуре, 1929. године, повлачи се у илегалност, а 1930. одлази у Совјетски Савез.
После завршене „Међународне лењинске школе“ у Москви, Коминтерна га је упутила, као свог делегата, у Немачку. Године 1932. био је у привременом руководству КПЈ, и често је долазио у Југославију ради оживљавања рада партијских организација. На Четвртој земаљској конференцији КПЈ, одржаној 1934. године у Љубљани, изабран је за члана Политбироа Централног комитета КПЈ.
Јуна 1935. године учествовао је на Партијском пленуму одржаном у Сплиту, на којем је поднео реферат „О фронту народне слободе“. А исте године био је и делегат КПЈ на Седмом конгресу Коминтерне.

### Смрт и контроверзе
Године 1937. отишао је у Шпанију, као представник ЦК КПЈ при ЦК КП Шпаније. Његовом иницијативом формиран је батаљон „Ђуро Ђаковић”, састављен од добровољаца из Југославије. У офанзиви републиканаца код Брунете постављен је за политичког комесара 13. интернационалне (француске) бригаде.
Погинуо је 6. јула 1937. године у борби против шпанских фашиста код Виљануеве де ла Кањаде. Током распада Југославије појавила се верзија према којој Паровића нису убили фашисти, него Влајко Беговић. Ову тврдњу академска историографија одбацује као неосновану теорију завере.

## Приватни живот
Његова супруга, Анка Буторац (1903—1942), је такође била позната револуционарка, чланица ЦК КП Хрватске, учесница НОБ-а и проглашена је за народног хероја.